# A las cinco en el Astoria
A las cinco en el Astoria es el quinto álbum del grupo musical La Oreja de Van Gogh y el primero en su nueva etapa con la vocalista Leire Martínez.

## Historia y características
El problema que planteaba la renovación del grupo equivalía a una ardua tarea que consistía en demostrar que el cambio súbito de vocalista no implicaba un cambio rotundo en La Oreja de Van Gogh. Si bien en parte se especulaba que podría camuflarse este hecho en la constante renovación del grupo, y así fue, el equilibrio logrado por Xabier, Haritz, Álvaro y Pablo en conjunto a Leire fue un buen complemento para el grupo donostiarra.
El título "A las cinco en el Astoria" hace alusión a un antiguo punto de encuentro muy habitual de los jóvenes donostiarras, la esquina de los Cines Astoria con la Plaza de Pío XII en el barrio de Amara de San Sebastián. Estas salas de cine cerraron y fueron derribadas en 2004, dejando paso en el solar al hotel Amara Plaza.
Empezaron a trabajar en el disco en septiembre al momento en que Amaia Montero les había anunciado su salida del grupo. Durante los ensayos en San Sebastián, era Xabi San Martín quien ponía la voz a las nuevas composiciones.
El disco fue grabado entre mayo y junio de 2008 en los estudios du Manoir (Las Landas, Francia), donde ya se habían grabado los tres discos anteriores, y fue masterizado en Gateway Mastering por Bob Ludwig, quien ha trabajado con artistas de talla internacional.
El disco fue lanzado el 2 de septiembre en España (30 de septiembre en Latinoamérica), y el primer sencillo se tituló "El último vals", que se estrenó oficialmente en la radio 40 principales el lunes 7 de julio de 2008 en el programa "Del 40 al 1". El grupo ofreció una conferencia de prensa el lunes 14 de julio en la Casa de América de Madrid, donde se presentó a la nueva vocalista; Leire Martínez, así como la canción "Jueves", referente a los atentados del 11-M en Madrid.
En este disco el grupo recupera el sonido de sus orígenes, cuando empezaron a tocar en 1996. El disco se abre con el primer sencillo de la nueva etapa "El último vals" que demuestra la evolución del grupo y con el que se escucha por primera vez en las radios la voz de Leire como nueva vocalista del grupo. Sigue "Inmortal", que recuerda mucho al sonido de su segundo disco con un toque de los años 60s y que trata de una historia de amor ya terminada. "Jueves" es la canción más sensible del disco en la que la voz de Leire está únicamente acompañada por un piano (novedad, pues es la primera canción que no incluye ni las guitarras, ni el bajo ni la batería: únicamente los teclados de Xabi); es dedicada a los atentados del 11 de marzo en Madrid, y narra la historia de un amor callado entre dos personas que finalmente se encuentran en aquel fatídico vagón que iba dirección a Atocha. La cuarta canción es "Más" con un sonido pop de los 90s, donde los coros y el estribillo fuerte son la base fundamental.
"Cumplir un año menos", una balada pop sobre los sentimientos de una viuda, cuyo marido fue asesinado a manos de terroristas de ETA (no es la primera vez que el grupo habla sobre el grupo terrorista, hay que retroceder hasta el disco "Dile al sol" en la canción "La carta" que habla sobre el testamento que Ortega Lara escribe a su esposa, cuando planeaba suicidarse). "Europa VII" recuerda al sonido de teclados y efectos del mítico Nacho Cano y su grupo Mecano, un sonido más beat, (ellos mismos han dicho que es un canto a la humanidad) y que va en contra de cualquier nacionalismo, sin diferencia de fronteras y banderas. En "la vida más pequeña vale mil veces más que la nación más grande que se invente jamás" se expresa esta idea. Fue elegido por Sony para ser el cuarto sencillo de la banda. La conexión de los temas "Europa VII" y "La visita" mediante el recorrido del dial y la recepción fugaz de transmisoras de radio, imprimen una imagen aún más fiel de El viaje de Copperpot, en el cual dos temas se conectaban por sonidos siderales. "La visita", un sensible tema sobre la muerte y su más allá que recupera un sonido compuesto previamente por Xabi en el soneto hecho para el disco Tributo a Neruda. 
La calma del disco se rompe con "Sola", un tema muy directo que mezcla el electrónico que envuelve la voz de Leire en sintetizadores para finalmente convertirse en pop. Un detalle curioso es que al final de este tema, con un cambio total de ritmo, se canta "ven y acércate", la primera frase de su canción "París", tema del segundo disco del grupo. "Palabras para Paula", es un minimalista tema de cuna dedicado a la hija del baterista. Ya entrando en la parte final de disco está "Flores en la orilla", el único tema con arreglos latinos y dicharacheros típicas de una cantinera.
Las letras redundan en algunas palabras claves como las miradas, los besos o el mar. Pero en este caso remarcan asociaciones a los álbumes anteriores y reminiscencias inmediatas a las canciones precedentes. Las rimas consonantes se destacan en algunos puntos en las conjugaciones verbales o en la forma no conjugada de los verbos, pero no es un defecto, puesto que el acompañamiento y las entonaciones de Leire agilizan la rigidez que inserta este tipo de rima.
"Un cuento sobre el agua" es una canción a ritmo de marcha sobre quienes deciden olvidar sus pasados y vivir sólo su presente, en ésta se alcanzan a escuchar los coros de Xabi con gran notoriedad. La canción que cierra la lista de canciones oficial del álbum es "La primera versión" con un arreglo de piano muy especial y el tono más oscuro del disco, en la que al final se pueden escuchar acordes de la canción "Norwegian Wood (This Bird Has Flown)" de los Beatles desde el minuto 4:16 al 4:20.
La canción se desvanece con el sonido de 108 pasos exactos (en referencia al número clave de la serie Perdidos). Un método calcado de sus álbumes anteriores, donde el viento ("Desde el puerto" - "Tic-Tac"), un mensaje tecno en inglés ("Historia de un sueño" - "Bonustrack") o las olas del mar ("Mi vida sin ti" - "Cuántos cuentos cuento") unían las últimas dos canciones. Es pertinente destacar que, pese a su despreocupación y coherencia con el álbum completo, "Veinte penas", un pop electrónico con ritmo dance en recuerdo de los 80s, se asemeja al estilo de cantantes satirizadas, a priori, en el anterior éxito Pop. Para quienes oigan el disco digitalmente, podían escuchar "Pequeños momentos", de sonido similar a los temas de primer álbum del grupo, que inexplicablemente fue descartada del tracklist oficial del disco. 
Así como se mencionó antes, A las cinco en el Astoria es un disco que extrae notas y sonidos muy parecidos a canciones anteriormente compuestas por los miembros de la banda. "Cumplir un año menos" tiene un parecido a "Coronel", al igual que "La visita" al soneto del álbum Marinero en tierra, tributo a Neruda y "Un cuento sobre el agua", canción que parte muy parecida a "Ni una sola palabra", canción compuesta por Xabi San Martín que no se puso en el disco Guapa por razones aún no dichas y que más tarde fue dada a la mexicana Paulina Rubio.
A las cinco en el Astoria no es una copia burda o un intento fatuo por manifestar que la esencia de la banda se mantiene intacta, sino una obra de arte en la que la originalidad y la innovación propias de Lo que te conté mientras te hacías la dormida lograron la homogeneidad de Dile al sol o el reiterado El viaje de Copperpot, sumados al plus que significa el aggiornamiento que en su momento caracterizó a Guapa. Es decir, A las cinco en el Astoria es una moderada vuelta de página, con vista a un futuro más apuesto, que no ha olvidado (muy por el contrario, ha evolucionado) todo lo que ya fue escrito, vivido, compartido y aprendido, aunque continúen los caprichos del "prohibido preguntar... prohibido recordar".
Las canciones han sido compuestas por Pablo Benegas y Xabi San Martín. Xabi componía la música y la letra se la repartían entre él y Pablo. Las canciones estuvieron terminadas antes de la incorporación de Leire Martínez.
El álbum se comercializa en tres presentaciones: cristal case, cristal case más una camiseta promocional y una versión en digipack que incluye un libreto de 20 páginas.
El 17 de septiembre de 2009, se confirmó que La Oreja de Van Gogh era candidata a ganar un Grammy Latino, por su álbum "A las cinco en el Astoria".

## Lista de canciones
| N.º   | Título                    | Letras                          | Música          | Duración |  |
| 1.    | «El último vals»          | Pablo Benegas                   | Xabi San Martín | 3:23     |  |
| 2.    | «Inmortal»                | Pablo Benegas y Xabi San Martín | Xabi San Martín | 4:04     |  |
| 3.    | «Jueves»                  | Xabi San Martín                 | Xabi San Martín | 3:57     |  |
| 4.    | «Más»                     | Pablo Benegas                   | Xabi San Martín | 4:06     |  |
| 5.    | «Cumplir un año menos»    | Xabi San Martín                 | Xabi San Martín | 3:32     |  |
| 6.    | «Europa VII»              | Xabi San Martín                 | Xabi San Martín | 3:56     |  |
| 7.    | «La visita»               | Pablo Benegas                   | Xabi San Martín | 3:23     |  |
| 8.    | «Sola»                    | Pablo Benegas                   | Xabi San Martín | 3:39     |  |
| 9.    | «Palabras para Paula»     | Pablo Benegas                   | Xabi San Martín | 4:15     |  |
| 10.   | «Flores en la orilla»     | Pablo Benegas                   | Xabi San Martín | 3:07     |  |
| 11.   | «Un cuento sobre el agua» | Xabi San Martín                 | Xabi San Martín | 3:42     |  |
| 12.   | «La primera versión»      | Pablo Benegas                   | Xabi San Martín | 9:39     |  |
| 51:05 |                           |                                 |                 |          |  |

### Bonustracks
| N.º | Título                                   | Letras                          | Música          | Duración |  |
| 13. | «Veinte penas» (Bonustrack)              | Pablo Benegas y Xabi San Martín | Xabi San Martín | 3:39     |  |
| 14. | «Pequeños momentos» (Bonustrack digital) | Pablo Benegas y Xabi San Martín | Xabi San Martín | 3:09     |  |

Maquetas
1. "El último vals (Maqueta)".
2. "Inmortal (Maqueta)".
3. "Un cuento sobre el agua (Maqueta)".

## Posicionamiento en listas
| Lista (2008)      | Mejor posición |
| ----------------- | -------------- |
| Argentina (CAPIF) | 1              |

## Certificaciones
| Territorio | Organismo certificador                               | Certificación | Ventas certificadas |
| ---------- | ---------------------------------------------------- | ------------- | ------------------- |
| España     | PROMUSICAE                                           | x4 Platino    | +320 000            |
| México     | AMPROFON                                             | Oro           | +50 000             |
| Chile      | Federación Internacional de la Industria Fonográfica | Oro           | +7 500              |
| Argentina  | CAPIF                                                | Oro           | +20 000             |
| Colombia   | ASINCOL                                              | Oro           | +10 000             |

## Sencillos
1. "El último vals" disco platino en descargas digitales
2. "Inmortal" disco de oro en descargas digitales
3. "Jueves" disco de oro en descargas digitales
4. "Europa VII"

## Videoclips
1. "El último vals"
2. "Inmortal"
3. "Jueves"
4. "Europa VII"